# Бычий соматотропин
Бычий соматотропин (англ. Bovine somatotropin, BST) или бычий гормон роста (англ. Bovine growth hormone, BGH) — пептидный гормон, производимый гипофизом коров. Как и прочие гормоны, он производится в небольших количествах и участвует в обменных процессах. В конце 70-х годов корпорация Genentech открыла и запатентовала ген, производящий BST, в результате чего стало возможным с помощью бактерий производить рекомбинантный бычий соматотропин, rBST, он же rBGH, искусственный гормон роста.
Четыре ведущих фармацевтических компаний США, Monsanto, American Cyanamid, Eli Lilly и Upjohn разработали на его основе коммерческие продукты и получили разрешение на их использование в США, России, Индии и ещё примерно в десяти странах. Его использование позволяет увеличивать надои молока.
По мнению Всемирной организации здравоохранения и Национальных институтов здравоохранения США использование rBST является безопасным для здоровья человека. В то же время ряд производителей и продавцов в США предпочитают продавать продукты, изготовленные без использования rBST.
rBST запрещён к использованию в Канаде, Австралии, Новой Зеландии, Израиле, Японии и Европейском союзе с 2000 года. В ЕС отмечается, что его использование приводит к «жестоким и ненужным страданиям» животных, вызывая «серьёзные маститы, заболевания ног и проблемы размножения».